# Kugelschreiber

Kugelschreiber mit abnehmbarer Kappe

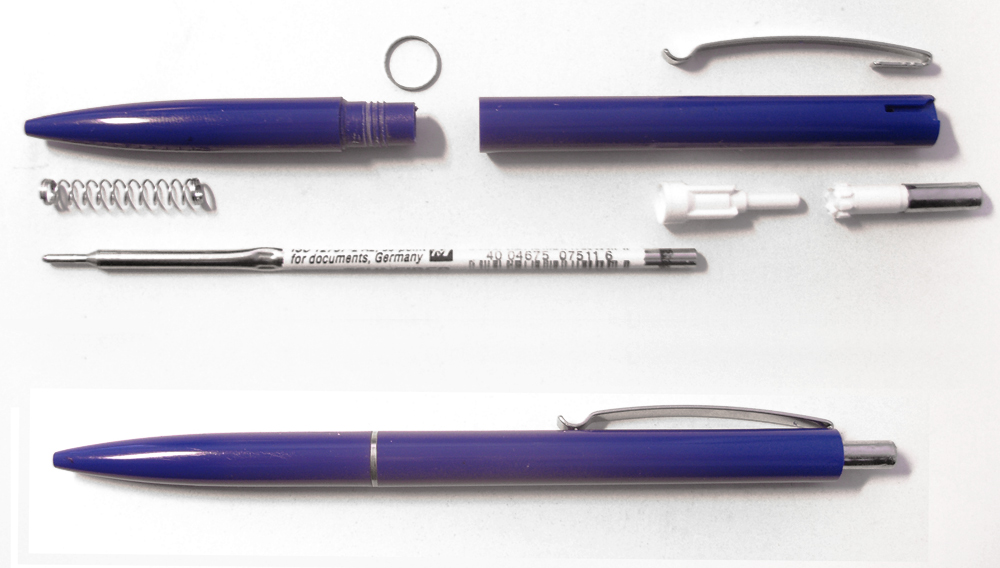
Druckknopf-Kugelschreiber (unten)
zerlegt in Einzelteile (oben)

Der Kugelschreiber oder Kugelstift ist ein Schreibgerät, das eine Tintenpaste mittels einer Kugel auf Papier überträgt. Er geht auf Patente aus dem 19. Jahrhundert zurück. Die umgangssprachliche Bezeichnung Kuli war ursprünglich eine Kurzform für den 1928 von Rotring entwickelten Tintenkuli, der allerdings keine Kugelspitze, sondern eine Röhrchenfeder besaß. Trotz des ähnlichen Klanges hat „Kuli“ also nichts mit „Kugel“ zu tun. Seit dem Bedeutungsverlust des Tintenkuli und dem Siegeszug des Kugelschreibers in den 1940er Jahren weltweit wird „Kuli“ im Deutschen allgemein für den Kugelschreiber benutzt.
Ähnlich dem Kugelschreiber (engl. Ballpoint pen) ist der Gelschreiber oder Tintenroller (engl. Rollerball pen).

## Funktionsweise
Kugelschreibgeräte bestehen aus zwei Teilen: einem Gehäuse mit Minenführung unterschiedlicher Bauart und einer Mine, welche das eigentliche Schreibgerät darstellt. Bei Kugelschreibern mit Kappe ist die Mine eingesteckt. Da die Minen genormt sind, wäre es zwar bei jedem zerlegbaren Kugelschreiber möglich, aufgebrauchte Minen auszuwechseln. Üblich ist dies jedoch nur bei höherwertigen Modellen.
Kugelschreiberminen bestehen aus mindestens drei Teilen:
1. einem Tintenreservoir, das aus einem Kunststoff- oder Metallröhrchen besteht, in welchem sich eine zähflüssige, konzentrierte Tintenpaste befindet.
2. einer Schreibspitze, welche das Tintenröhrchen nach unten abschließt und die Kugelführung enthält. Diese besteht meist aus Messing oder rostfreiem Stahl.
3. einer Schreibkugel, welche, um den Verschleiß gering zu halten, aus Hartmetall oder aus einem extrem harten keramischen Material (z. B. Wolframcarbid, im Aufdruck: „TC-Ball“) besteht.

Am oberen Ende ist das Tintenröhrchen üblicherweise offen, oder zumindest mit einem luftdurchlässigen Verschluss ausgestattet, damit die Luft das Volumen der verschriebenen Tinte ausgleichen kann. Um ein Eintrocknen der Tinte zu verhindern, schwimmt auf der Tinte eine Dichtungsmasse von gleicher Konsistenz, welche den direkten Kontakt mit der Luft unterbindet. Bei billigen Minen fehlt diese Dichtung, weshalb diese schneller austrocknen.
Streicht der Kugelschreiber über das Papier, so dreht sich die Kugel, nimmt dabei auf ihrer dem Vorratsbehälter zugewandten Seite Tinte auf und gibt sie auf der anderen an das Papier ab.
Gewöhnliche Kugelschreiber müssen beim Schreiben mit der Spitze nach unten gehalten werden, weil die Tinte nur durch die Schwerkraft zur Schreibkugel befördert wird. Im Gegensatz zur dünnflüssigen Füllerhaltertinte wirken hier keine Kapillarkräfte. Es existieren allerdings spezielle Kugelschreiberminen, welche mit Stickstoff gefüllt unter Druck stehen. Zwischen der Tintenpaste und dem luftdicht verschlossenen Ende des Tintenröhrchens befindet sich ein Metallplättchen, welches wie ein Kolben die Tintenpaste in Richtung der Schreibspitze drückt. Dies ermöglicht es, auch kopfüber oder in der Schwerelosigkeit zu schreiben (siehe auch: Space Pen).
Je nach gewünschter Strichdicke hat die Kugel einen Durchmesser von 0,7 bis 1,4 Millimetern, bei besonders feinen Kugelschreibern, zum Beispiel in Japan, auch von nur 0,2 Millimetern. Kugelschreibertinte ist wasserfest und häufig auch dokumentenecht nach ISO 12757-2. Daher lässt sie sich aus Textilien nur schlecht herauswaschen. Grundsätzlich gibt es Kugelschreibertinte in allen Farben. Am verbreitetsten sind blaue, schwarze und rote Tinte.
Obwohl die Kugelschreibertinte auf dem Papier sehr schnell trocknet und wischfest wird, neigen Kugelschreiberspitzen nicht zum Eintrocknen und brauchen daher keine luftdichte Verschlusskappe wie Füllfederhalter. Durch die zähe Konsistenz und extreme Deckkraft der Tinte ist der Verbrauch so gering, dass Kugelschreiber von allen Schreibgeräten die höchste Schreibleistung ermöglichen. Einige Hersteller werben mit einer Schreibleistung ihrer Großraumminen von bis zu 10 km oder 600 Briefseiten im DIN-A4-Format. Sowohl die Tinte von Kugelschreibern als auch die Schreiber selber sind ungiftig.
Kugelschreiberminen-Arten
Kugelschreiberminen können je nach Bedürfnissen des Nutzers variieren. Die gängigsten drei Minentypen sind:
- Standardminen: Das sind die üblichen Kugelschreiberminen mit bis zu 11 km Schreiblänge.
- Soft-Minen: Diese Minen erlauben weicheres Schreiben, verbrauchen jedoch mehr Tinte und besitzen somit nur bis zu 5 km Schreiblänge.
- Tintenrollerminen: Diese Minen besitzen das weichste Schreibgefühl, sind jedoch kostspieliger als die anderen Minentypen. Ihre maximale Schreiblänge beträgt nur etwa 2 km.[3]

Druckknopfkugelschreiber

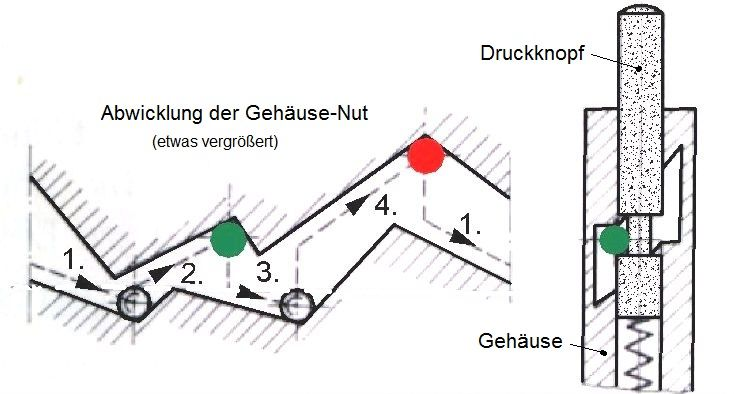
Funktionsprinzip des Druckknopf-Kugelschreibers.
eingerastet (eingedrückt); ausgerastet

Wie die Mine bei den älteren Druckbleistiften lässt sich auch die Kugelschreibermine aus dem Gehäuse heraus und zurückschieben. Da sich ihre Länge im Gegensatz zur Bleimine nicht ändert (kein wiederholtes Anspitzen), dient ihr Zurückschieben zum geschützten Unterbringen im Gehäuse bei Nichtgebrauch. Der dafür meistens angewendete Mechanismus – ein Sperrspannwerk – ist im Prinzip von elektrischen Druckschaltern mit Einraststellung oder anderen älteren Anwendungen (z. B. Verschlüsse an Türen) übernommen. Die Mine wird durch Betätigen des Druckstiftes am oberen Schreiber-Ende gegen Federkraft herausgeschoben, wonach sie beim Loslassen einrastet und herausgeschoben verharrt. Durch wiederholtes Betätigen wird die Rastung aufgehoben, und die Mine bewegt sich bei Loslassen mit Federkraft zurück ins Gehäuse.
In elektrischen Druckschaltern gewährleistet meistens ein Schaltherz diesen Schaltmechanismus in vier Schritten. Im Unterschied zu diesem ist die Bewegung nicht nur hin- und hergehend, sondern im Kugelschreiber dreht sich ein Bauteil um seine Längsachse. Im rechts stehender Abbildung des Funktionsprinzips ist das eine umlaufende Kugel und im zweiten einleitenden Bild das Teil neben dem Druckknopf (Druckknopf und Gehäuse drehen sich nicht gegeneinander). Auch der Schaltmechanismus im Druckknopf-Kugelschreiber arbeitet in vier Schritten (1. bis 4. in nebenstehender Abbildung).

## Geschichte
Bereits Galileo Galilei fertigte eine Skizze an, die eine Art Vorläufer des Kugelschreibers zeigt. Erste Patente zu Schreibgeräten, die ihre eigene Tinte mitführen, gab es im 19. Jahrhundert.
1888 erhielt der Amerikaner John J. Loud ein Patent auf ein kugelschreiberähnliches Gerät, mit dem man Leder markieren können sollte. Der gebürtige Ungar László József Bíró erfand, unterstützt von seinem Bruder Georg, in Budapest in achtzehnjähriger Entwicklungsarbeit die Grundform des heutigen Kugelschreibers mit Farbmine und rollendem Kügelchen in der Minenspitze zum Auftragen der Farbmasse auf das Papier. Die Idee soll er von spielenden Kindern erhalten haben: Deren Murmeln hinterließen eine feuchte Spur, nachdem sie durch eine Pfütze gerollt waren. Sein im Jahr 1938 erstmals in Ungarn erteiltes Patent ließ er am 27. Dezember 1938 in den USA als „Fountain Pen for Pulpy Ink“ (später „Ball Pen“) und 1943 in Argentinien erneuern, wohin er 1940 vor den Judenverfolgungen in Ungarn geflohen war. Er gründete dort das Unternehmen „Sylvapen“.
Der tatsächliche Durchbruch für den Kugelschreiber kam mit dem britischen Geschäftsmann Henry George Martin. Er erkannte den Kugelschreiber als ideales Schreibwerkzeug für Flugzeugbesatzungen, das auch in großen Höhen funktioniert, ohne dabei zu klecksen. Er kaufte Bíró die Patentrechte ab, gründete gemeinsam mit Frederick Miles im Jahr 1944 in Reading (Berkshire, England) die erste Kugelschreiberfabrik der Welt und startete eine Serienproduktion. Im ersten Jahr seines Bestehens lieferte das Unternehmen 30.000 Kugelschreiber an die Royal Air Force.
Im Juni 1945 wurde der amerikanische Geschäftsmann Milton Reynolds in Buenos Aires auf den Kugelschreiber aufmerksam. Er ließ die Technik in den USA nachbauen. Unter dem Namen Reynolds’ Rocket wurden die Kugelschreiber noch im gleichen Jahr zu einem Verkaufserfolg in den USA, obwohl der Kugelschreiber rund eineinhalbmal so viel kostete wie eine Füllfeder. Wegen Qualitätsproblemen musste Reynolds jedoch tausende Exemplare zurücknehmen und ging 1951 in Konkurs. Die ersten Kugelschreiber wurden 1945 für 8,50 US-Dollar verkauft.
Nach dem Zweiten Weltkrieg begannen mehrere Unternehmen, Kugelschreiber zu produzieren, teilweise ohne die Patentrechte zu besitzen. Das deutsche Unternehmen Schneider zahlte ab 1947 bis zum Erlöschen der Patente 19 Millionen DM an Lizenzgebühren. Das Unternehmen Schmidt im Schwarzwald konzentrierte sich auf die Herstellung und Entwicklung der Mechanik der Kugelschreiber. In Deutschland kosteten die ersten Modelle 1950 etwa 20 DM.
Das Problem des Klecksens bekam erst der Franzose Marcel Bich in den Griff. Unter dem Namen BIC brachte er Ende 1950 seinen Kugelschreiber auf den Markt und läutete damit endgültig das Zeitalter des Kugelschreibers als Massenprodukt ein. Auch war teilweise der eingesetzte Farbstoff nicht beständig, was den Einsatz von Kugelschreibern für längerfristig aufzubewahrende Unterlagen verbot.

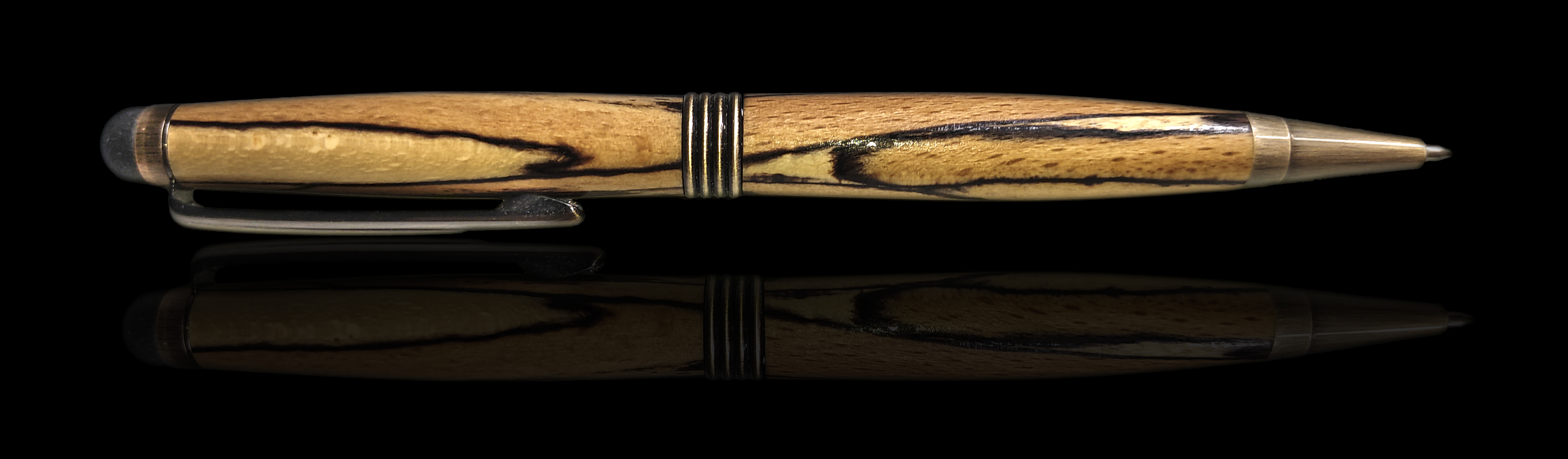
Kugelschreiber mit einem Gehäuse aus gestockter Buche mit Silikon-Kappe für den Einsatz bei Touchscreens

In mehreren Ländern wird der Kugelschreiber nach seinem Erfinder genannt, z. B. biro in England und Italien, birome in Argentinien oder penkala in Kroatien. In Frankreich stellte Baron Bich große Mengen billiger Einweg-Kugelschreiber unter dem Markennamen BIC her, wodurch bic ein Synonym für Kugelschreiber wurde. In Argentinien wird der Tag des Erfinders jährlich am Geburtstag László Bírós (29. September) gefeiert.
Kugelschreiber werden heute in großem Rahmen auch als Werbeträger eingesetzt. Die Gehäuseoberfläche von Kugelschreibern lässt sich dabei mit einfachen und preiswerten Druckverfahren für große Mengen bedrucken oder auch bei kleiner Stückzahl mit edel eingraviertem Namenszug versehen. Auch als Designobjekte werden Kugelschreiber des Öfteren produziert. Dabei dienen zum Beispiel edle oder speziell behandelte Holzsorten als Gehäuse, die jeden Kugelschreiber damit zu einem individuell gestalteten Einzelstück machen.

## Sonstiges

Gebräuchliche Typen von Kugelschreiberminen

### Kugelschreiberminen
In den Kugelschreibern werden unterschiedliche Typen von Minen verwendet, die sich im Durchmesser, in der Länge und in der Position der Einkerbung unterscheiden.

### Plotter und ähnliches
Einige technische Geräte verwenden spezielle Kugelschreiberminen, so etwa Stiftplotter, wie der Commodore VC-1520, oder die Plotterschreibmaschine Silver Reed EB50.

### Verwendung in der Schule
In deutschen Schulen ist der Kugelschreiber in der Regel erst nach dem vollständigen Erwerb einer verbundenen Schrift erlaubt, zu der auch das Erlernen des Umgangs mit Füllfederhaltern (siehe dort: Schulischer Schreiberwerb), üblicherweise in der zweiten Jahrgangsstufe, gehört. Ausnahmen werden allerdings meistens für Linkshänder gestattet, da es beim Schreiben mit Füllfedern mit der linken Hand leicht zu Verwischungen kommen kann.

### Gasdruckminen
Die NASA benutzte für ihre Raumflüge einen speziellen Kugelschreiber, bei dem die Tinte nicht durch die Schwerkraft ausfloss, sondern durch Füllung der Mine mit Gas herausgedrückt wurde. Der Hersteller ließ darauf den Kugelschreiber unter der Bezeichnung „Space Pen“ vermarkten. Er wurde auch im Weltall unter den Bedingungen der Schwerelosigkeit von der NASA benutzt.
In der Sowjetunion wurden anfangs plastikummantelte Fettstifte (also eine Art „Wachsmalkreide“) benutzt, später auch Kugelschreiber mit Gasdruckminen.

### Weltrekord
Der größte funktionierende Kugelschreiber der Welt wurde von Acharya Makunuri Srinivasa in Indien hergestellt und am 24. April 2011 in Hyderabad (Indien) vorgestellt und gemessen. Der Stift ist 5,5 Meter lang und wiegt 37,23 Kilogramm. Der Stift ist mit Szenen aus der indischen Mythologie graviert.

### Unseriöse Nebenverdienstangebote zur Kugelschreibermontage
Über viele Jahrzehnte hinweg war die Kugelschreibermontage in Heimarbeit ein üblicher Fertigungsschritt bei der Herstellung. Kugelschreiberteile sind leicht und klein, die Arbeit einfach und nach Stückzahl berechenbar, deshalb ist die Arbeit bis heute ein begehrter Nebenerwerb, der früher oft gern ausgelagert wurde. Allerdings warnen Verbraucherschützer vor zahlreichen unseriösen Arbeitsangeboten. Nach Angabe von Heimarbeit-abc.de seien heute nur noch Sonderformen oder Kleinserien in Heimarbeit vermittelbar, für die sich der Maschineneinsatz nicht lohne. Ein weiteres Branchenportal Nebenjob.de konnte bei einer Recherche in Zusammenarbeit mit der Verbraucherzentrale in Hamburg keinen einzigen Hersteller finden, der Heimarbeit zur Kugelschreibermontage anbietet. Das Geschäftsmodell unseriöser Anbieter beruhe meist auf kostenpflichtigen Hotlines, überteuertem Wareneinkauf oder jeglichen Formen von Vorkasse. Rechtlich seien die unseriösen Angebote durch eine geschickte Formulierung meist unangreifbar.